# PRhyme
PRhyme（プライム）は、アメリカ合衆国のヒップホップ・グループである。2014年に結成されたロイス・ダ・ファイブ・ナイン (Royce da 5'9") とDJプレミアによる2人組。

## 略歴
デトロイトを拠点に活動するラッパーのRoyce da 5'9"とニューヨークを拠点に活動するレコードプロデューサーのDJ Premierは、自身のレコードレーベルPRhyme Recordsを設立し、2014年12月9日に1stアルバム『PRhyme』をリリースする。
2018年3月16日、2ndアルバム『PRhyme 2』をリリースした。 

## ディスコグラフィ
スタジオ・アルバム
- PRhyme (2014年)
- PRhyme 2 (2018年)